# 傑達·多瑪
傑達·多瑪是日本電子遊戲商卡普空發行的2D對戰格鬥遊戲系列《魔域幽靈》中，登場的一名角色。他首次出現的作品是在1997年推出的《魔域幽靈3》，也是遊戲裡的頭目等級角色。在劇情上，傑達是一位存活在魔界裡的貴族，有著想整治、重新將魔界改造他理想模樣的野心。

## 作品描述
在《魔域幽靈》的世界觀中，充斥著妖怪魔物存在的世界—魔界是由安斯蘭特家族的「魔王」貝里歐魯、沃修塔爾家族的「靈王」迦魯南、多瑪家族的「冥王」傑達，以上三大貴族的當主來維持局勢。
傑達雖然有超過六千歲的年齡，不過是三位當主之中最年輕的。他平行的言行沉穩、優雅，並對本身的能力抱著優越感。在傑達的腦海裡，他時常對魔界的未來感到憂心，並且對貝里歐魯消極治理魔界的態度感到不滿，認為自己才有辦法帶領魔界走向好的局勢。
當迦魯南死後不久，傑達盤算著趁機打倒貝里歐魯的機會，來讓自己能夠拿下掌控魔界的霸權。但傑達之後遭到屬下歐佐姆的計謀暗算，整個身軀被毀滅瓦解。不過在遭到歐佐姆暗算後的一百年，傑達從魔界的邊緣地帶裡重新復活再生。回到魔界的傑達，發現連貝里歐魯也已經死去，整個魔界局勢比他所想的更渾亂，他開始感嘆如果所有的靈魂都能合而為一，就沒有起紛爭的必要，便著手進行「靈魂救贖」計劃。
隨後，傑達將背叛者歐佐姆與多瑪家族的城堡，給一同吞沒在他所創造的魔次元空間裡，並開始物色具有價值靈魂的魔物或是人類，來把他們給誘惑到魔次元空間中藉機奪走靈魂，以達成他想藉由靈魂的力量來改變魔界的野望。

## 其他作品
傑達有被卡普空安排在自家作品角色互相對戰的2004年格鬥遊戲《卡普空大亂鬥》裡登場，或是在一些跨界作品的遊戲，如2008年的《交錯刀鋒》、2012年的《穿越領域計劃》等作品出現。
其中在2017年推出，由卡普空和漫威漫畫旗下角色跨作品的《漫畫英雄VS卡普空：無限》中，傑達的特別遊戲劇情是他前往和漫威世界的死亡女神會面，提議將他們兩人彼此存在的空間互相融合，打造出一個生命與死亡能獲得平衡的世界。在死亡女神接受傑達的提議後，便藉著漫威反派角色薩諾斯對她的愛慕，來為她們尋找具有強大力量的無限寶石，傑達內心也想著利用取得無限寶石來達到他的目的。

## 設計
在初期《魔域幽靈3》的開發階段裡，原先傑達一開始是取名叫「貝里歐魯二世」，被設定為魔王貝里歐魯的後代，輩份上是貝里歐魯的養女莫莉卡·安斯蘭特的兄長。當時他身著像是日本學校男子制服的外觀造型，則有沿用下去。
傑達所屬的戰鬥場地中，有安排在後方躺著一個外觀巨大、佈滿血絲、造型詭異的胎兒，在作品設定上，它是傑達用來收集有價值靈魂的「容器」。當傑達在遊戲中取得勝利時，該巨大胎兒會睜開眼睛全身抖動，此畫面表現有被卡普空製作人德瑞克·尼爾（Derek Neal）認為可說是在《魔域幽靈》系列之中，最有可能另玩家感到不安的事物。

## 反應

### 評價
傑達在電子遊戲界登場後，獲得許多大眾媒體的正面回應。他的外觀有被《電腦與電子遊戲》雜誌認為可說是格鬥遊戲中造型最好的角色、和遊戲資訊網站Topless Robot形容為兼具時尚感與血腥的殺手、以及網站Rare Gamer表示他的形象令人感到畏懼，可說是卡普空所推出遊戲角色中最具創意的一位。其他像Hardcore Gaming 101提到很難挑出要從哪一點開始，來對玩家們解釋傑達有多麼的酷，他可說是一名沾滿血腥的偽基督。ScrewAttack另指出除了《蝙蝠俠》裡的反派小丑之外，他是唯一能將紫色衣裝展現出惡棍氣勢的角色。
在操作性質方面，美國的《GameFan》雜誌表示在近距離對戰情況之下，傑達在應付採取強攻的對手較吃力，另外能夠有效擊倒對手的選擇方式較少。英國的《Sega Saturn Magazine》雜誌則認為傑達較適合格鬥玩家老手來使用，因為他的招式與時機雖然不好掌控；但若能熟悉的話，將他的迴旋刀刃攻擊技、和高速移動特點一起活用的情形下，就可讓他成為在遊戲裡最強的存在。
背景有著巨大詭異胎兒的傑達專屬戰鬥場地，也同樣獲得不少遊戲媒體的注意。娛樂網站Complex提到要與遊戲頭目角色對戰時，有一半的樂趣是來自於場地背景的設計模樣，而傑達的場地在這一點就做到了。科技新聞網站VentureBeat則有把該巨大胎兒，視為是電子遊戲中最令人感到詭異的胎兒之一。另外該場地因怪誕風格強烈，有得到遊戲論壇網站Shoryuken的最佳以及最差遊戲場景兩極化評價。

### 列名項目
- 1997年日本遊戲雜誌《Gamest》：97年度最佳遊戲角色第5名[20]
- 2012年娛樂網站Complex：前15個最佳遊戲頭目戰鬥場景之一[17]
- 2013年遊戲資訊網站Topless Robot：格鬥遊戲前10大最凶狠頭目角色之一[11]
- 2013年遊戲資訊網站Arcade Sushi：前15個最佳格鬥遊戲終結招式之一（以終結招式「Finale Rosso」入選）[9]
- 2014年遊戲專欄網站Pixelitis：前10個最詭異格鬥遊戲場景之ㄧ[21]
- 2014年遊戲新聞網站GamesRadar+：前27個最令人驚豔格鬥遊戲場景之一[22]

## 外部連結
- 《漫畫英雄VS卡普空：無限》的傑達·多瑪介紹頁面 （页面存档备份，存于）